# Circondario del Rottal-Inn
Il circondario del Rottal-Inn è uno dei circondari dello stato tedesco della Baviera.
Fa parte del distretto governativo della Bassa Baviera.

## Città e comuni
(Abitanti al 31 dicembre 2023)
| Comuni del circondario | Città 1. Eggenfelden (14 439) 2. Pfarrkirchen (13 694) 3. Simbach a.Inn (10 521) | Comuni 1. Arnstorf (7 548) 2. Bad Birnbach (6 003) 3. Bayerbach (1 706) 4. Dietersburg (3 131) 5. Egglham (2 353) 6. Ering (1 850) 7. Falkenberg (3 958) 8. Gangkofen (6 473) 9. Geratskirchen (862) 10. Hebertsfelden (3 765) 11. Johanniskirchen (2 478) 12. Julbach (2 402) 13. Kirchdorf am Inn (5 425) 14. Malgersdorf (1 258) 15. Massing (4 192) 16. Mitterskirchen (2 228) 17. Postmünster (2 460) 18. Reut (1 693) 19. Rimbach (940) 20. Roßbach (2 944) 21. Schönau (1 950) 22. Stubenberg (1 427) 23. Tann (4 049) 24. Triftern (5 311) 25. Unterdietfurt (2 223) 26. Wittibreut (1 988) 27. Wurmannsquick (3 457) 28. Zeilarn (2 183) |